# Polieno Auspex (cónsul bajo Cómodo)
Polieno Auspex (en latín: Pollienus Auspex; fl. siglo III) fue un oficial militar y senador romano que fue nombrado cónsul sufecto alrededor del año 185. Se cree que su  praenomen puede ser Tiberio.

## Biografía
Polieno Auspex era miembro de la gens Pollieni, posiblemente italiana, e hijo de Polieno Auspex. Alcanzó el cargo de cónsul sufecto en algún momento antes del año 193, muy probablemente alrededor del 185. Sin embargo, a partir de este momento, las fechas son oscuras y su carrera se ha fechado desde el reinado de Cómodo hasta el de Alejandro Severo.
Su siguiente nombramiento fue probablemente como "Iudex ex delegacióne Caesarum" o "Vice Augg cognoscens" (diputado judicial del emperador en Roma), que ocupó antes de 192, o entre 197 y 202, o alrededor de 218. Auspex también ocupó una serie de cargos provinciales en esta época, nombrado Legatus Augusti pro praetore de Hispania Tarraconensis (entre 186 y 189, o 193-197, o 222-235), Dacia (entre 190 y 192, o 193–197, o 222–235), Moesia Inferior (entre 193 y 197, o 222–235) y Britania (entre 193 y 197) o Britania Superior (alrededor del 230).
Aunque tradicionalmente se describe como el hijo biológico de Polieno Auspex, Tiberio Julio Polieno Auspex también ha sido identificado por algunos eruditos como el mismo individuo que este Polieno Auspex. Si su carrera data del reinado de Alejandro Severo, entonces Polieno Auspex también fue probablemente el padre adoptivo de Tiberio Polieno Armenio Peregrino.